# Stephen Dedalus
Stephen Dedalus è l'alter-ego letterario di James Joyce, protagonista e antieroe di Ritratto dell'artista da giovane e importante personaggio dell'Ulisse. Alcuni critici, tra cui Harold Bloom, sostengono che il narratore dei primi tre racconti di Gente di Dublino sia proprio Stephen Dedalus.
In Stefano eroe, la prima versione di Ritratto dell'artista da giovane, il cognome è scritto Daedalus, un'allusione ancora più precisa alla figura mitologica greca (Buck Mulligan, all'inizio dell'Ulisse, dice: «Che canzonatura [...] quel tuo nome assurdo, da greco antico»).
Dedalus riflette molti aspetti della vita e della personalità di Joyce. Stephen è il nome del primo martire cristiano (santo Stefano) e, in una curiosa contrapposizione, il suo cognome è riferito alla figura mitologica di Dedalo, un brillante artigiano che costruì un paio di ali per sé e per suo figlio Icaro per scappare dall'isola di Creta, dove furono imprigionati dal re Minosse (che lo chiamò per costruire il labirinto dov'era imprigionato il Minotauro). Molti critici credono che tale cognome rifletta anche gli aspetti labirintici della crescita di Stephen in Ritratto dell'artista da giovane.

## Stephen Dedalus nell'Ulisse
Stephen Dedalus appare nell'Ulisse come un parallelo di Telemaco e, meno chiaramente, di Amleto. È il protagonista dei primi tre capitoli del romanzo (ovvero la cosiddetta Telemachia, prima cioè che venga introdotto Ulisse-Leopold Bloom) e dell'ultimo episodio della seconda parte, oltre a riecheggiare nel monologo finale di Molly, la moglie di Leopold Bloom.
Stephen, dopo essere fuggito dalla sua famiglia, si rifugia nella torre Martello dell'amico Buck Mulligan, che lo ospita assieme all'inglese Haines. Mentre fanno colazione discutono di religione e Stephen è tormentato dai rimorsi per la morte della madre. Dopo la colazione va a lavorare e decide di non ritornare mai più nella torre. Stephen passa la mattinata insegnando storia ai suoi alunni e poi va dal preside, Mr. Deasy, a prendere lo stipendio. Mr. Deasy lo trattiene parlandogli delle sue idee politiche e dopo il colloquio Stephen esce dalla scuola convinto di non farvi mai più ritorno. Nel terzo episodio Stephen siede sulla spiaggia ripensando alla sua vita e al suo presente.
La figura di Stephen Dedalus ritorna nell'episodio della biblioteca (Scilla e Cariddi), nel quale espone per esteso alcune teorie sull'oscura natura autobiografica delle opere di Shakespeare al centro delle quali c'è il rapporto padre-figlio. In seguito rinnegherà tali affermazioni, palesando la propria insicurezza.